# Liste der Bodendenkmäler in Irsee
Auf dieser Seite sind die Bodendenkmäler in der schwäbischen Gemeinde Irsee zusammengestellt. Diese Tabelle ist eine Teilliste der Liste der Bodendenkmäler in Bayern. Grundlage ist die Bayerische Denkmalliste, die auf Basis des Bayerischen Denkmalschutzgesetzes vom 1. Oktober 1973 erstmals erstellt wurde und seither durch das Bayerische Landesamt für Denkmalpflege geführt wird. Die folgenden Angaben ersetzen nicht die rechtsverbindliche Auskunft der Denkmalschutzbehörde.

## Bodendenkmäler in Irsee
| Lage       | Objekt                                                                                   | Akten-Nr.     | Bild |
| ---------- | ---------------------------------------------------------------------------------------- | ------------- | ---- |
| (Standort) | Burgstall des Mittelalters.                                                              | D-7-8029-0092 |      |
| (Standort) | Abschnittsbefestigung vor- und frühgeschichtlicher Zeitstellung.                         | D-7-8029-0093 |      |
| (Standort) | Abschnittsbefestigung vor- und frühgeschichtlicher Zeitstellung.                         | D-7-8029-0094 |      |
| (Standort) | Bohlenweg vor- und frühgeschichtlicher oder mittelalterlicher und frühneuzeitlicher Zeit | D-7-8029-0098 |      |
| (Standort) | Mittelalterlicher Burgstall sowie mittelalterliche und frühneuzeitliche Befunde          | D-7-8029-0099 |      |
| (Standort) | Siedlung der römischen Kaiserzeit.                                                       | D-7-8029-0103 |      |
| (Standort) | Mittelalterliche und frühneuzeitliche Befunde im Bereich des Klosters Irsee              | D-7-8029-0136 |      |
| (Standort) | Mittelalterliche und frühneuzeitliche Befunde im Bereich der Kath. Pfarrkirche           | D-7-8029-0158 |      |
| (Standort) | Viereckige Wallanlage vor- und frühgeschichtlicher Zeitstellung.                         | D-7-8029-0178 |      |